# Vesna Zmijanac
Vesna Zmijanac (Nikšić, 4. siječnja 1957.) srpska je pjevačica folka i turbofolka.
Izdala je četrnaest studijskih albuma. Sa 6,7 milijuna prodanih ploča, smatra se jednom od najuspješnijih srpskih pjevačica u Jugoslaviji, a popularnost je stekla i u Bugarskoj.

## Diskografija

### Studijski albumi
- Ljubi me, ljubi, lepoto moja (1982)
- Ti mali (1983)
- Šta će meni šminka (1984)
- Zar bi me lako drugome dao (1985)
- Dođi što pre (1986)
- Jedan si ti (1987)
- Istina (1988)
- Svatovi  (1990)
- Ako me umiriš sad (1992)
- Idem preko zemlje Srbije (1994)
- Malo po malo (1995)
- Posle svega, dobro sam (1997)
- Šta ostane kad padnu haljine (2003)
- Sokole (2011)

## Filmografija
Glumila je u filmu Sok od šljiva iz 1981. te se natjecala u televizijskim reality emisijama Survivor Srbija VIP: Filipini (2010.) i Farma (2016.).

## Privatni život
Tijekom 1980-ih Zmijanac je bila tri godine u braku s tekstopiscem i instrumentalistom Miroljubom Aranđelovićem Kemišom, koji se kasnije oženio pjevačicom Zoricom Brunclik.
Iz drugog braka s bivšim Vladom Jovanovićem ima kćer Nikoliju (r. 1989.), koja je također pjevačica.
Zmijanac je bila član političke stranke Nova Srbija.